# Włodzimierz Gąsior
Włodzimierz Gąsior (ur. 17 sierpnia 1948 w Mielcu) – polski piłkarz i trener. Zarówno jako zawodnik, jak i szkoleniowiec przez lata związany głównie ze Stalą Mielec, prowadził też m.in. Stal Stalowa Wola, Siarkę Tarnobrzeg i Koronę Kielce.

## Kariera piłkarska
Piłkę nożną trenował od 1960. Był jednym z kluczowych graczy mieleckiej Stali w latach jej największych sukcesów. Przyczynił się do awansu do drugiej (1969), a następnie pierwszej ligi (1970), potem dwóch mistrzostw Polski w 1973 i 1976, wicemistrzostwa w 1975, udanego startu w Pucharze UEFA w 1976 (ćwierćfinał). W mieleckiej drużynie rozegrał w sumie 310 oficjalnych meczów, strzelając 34 bramki (w tym 175 meczów i 11 bramek w I lidze).
W sezonie 1980/81 jako Wally Gasior występował w amerykańskiej halowej Major Indoor Soccer League w zespole Chicago Horizons
W latach 1970–1971 wystąpił w siedmiu oficjalnych meczach młodzieżowej reprezentacji Polski.

## Kariera trenerska
W 1981 ukończył Akademię Wychowania Fizycznego w Warszawie na kierunku piłka nożna i otrzymał tytuły magistra i trenera II klasy. Jego kariera trenerska związana jest w dużej części z rodzimą Stalą Mielec. W 2003 krótko był również prezesem tego klubu. Prócz pracy z pierwszą drużyną prowadził też młodzież. Z juniorami starszymi zdobył w 2006 brązowy medal mistrzostw Polski, a rok później wicemistrzostwo.
Kilkakrotnie zatrudniony był w Koronie Kielce, po raz pierwszy w latach 1996–1999. W sezonie 2007/08 trenował młodzieżowy zespół Korony, z którym osiągnął wicemistrzostwo rozgrywek Młodej Ekstraklasy. W czerwcu 2008 został opiekunem seniorskiego zespołu. Funkcję tę piastował do maja 2009, kiedy został odwołany ze stanowiska z powodu słabych wyników w rundzie wiosennej. 12 maja 2011 ponownie i na krótko został szkoleniowcem kieleckiego zespołu, przejmując schedę po Marcinie Sasalu. W międzyczasie jeszcze dwukrotnie obejmował zespół w Młodej Ekstraklasie.
21 czerwca 2012 znów został szkoleniowcem Stali Mielec. W sezonie 2012/13 świętował wraz z tą drużyną awans na trzeci poziom rozgrywkowy. Ostatniego dnia kwietnia 2014 zrezygnował ze stanowiska po serii słabych występów jego podopiecznych.
Od 23 kwietnia 2015 do 11 marca 2019 prowadził Siarkę Tarnobrzeg.
12 kwietnia 2021, po siedmiu latach przerwy wrócił na ławkę trenerską mieleckiej Stali. Zatrudniony w tym klubie na tym stanowisku został już po raz ósmy. Klub opuścił 8 lipca 2021 roku.